# آدامووک، شهرستان ژیراردوف
آدامووک، شهرستان ژیراردوف (به لاتین: Adamówek, Żyrardów County) در لهستان است که در Gmina Mszczonów واقع شده‌است.